# Suprafață de revoluție

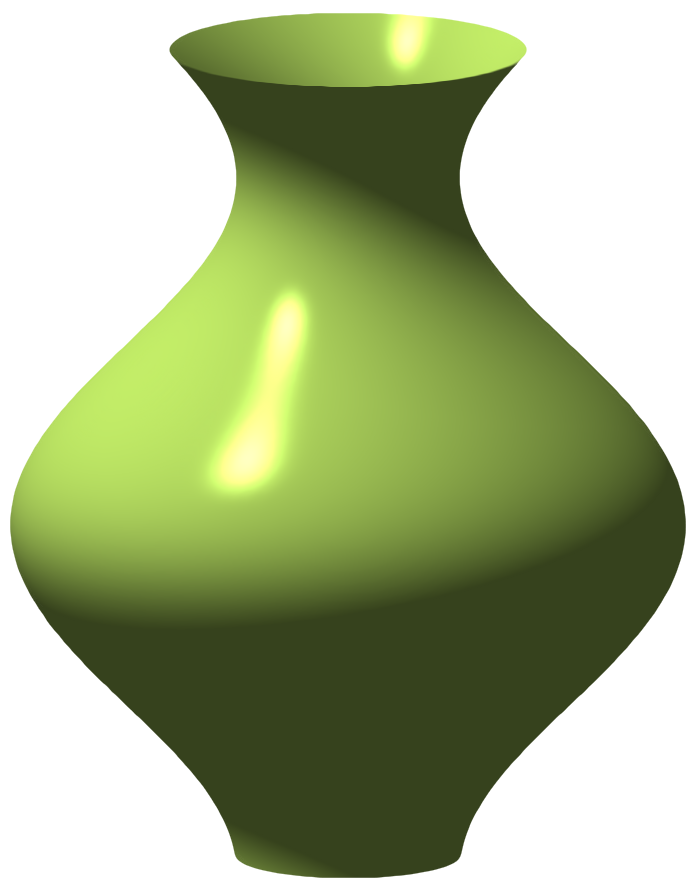
O porțiune a curbei x = 2 + cos(z) rotită în jurul axei z

O suprafață de revoluție este o suprafață în spațiul euclidian creată prin rotația unei curbe (generatoarea) în jurul unei axe de rotație efectuând o rotație completă⁠(d) (în mod normal nu intersectează generatoarea, cu excepția punctelor sale finale). Volumul delimitat de suprafața creată prin această revoluție este cel al corpului de revoluție⁠(d) generat astfel.
Exemple de suprafețe de revoluție generate de o dreaptă sunt cilindrul și suprafața conică, în funcție de faptul că dreapta este sau nu paralelă cu axa. Un cerc care este rotit în jurul oricărui diametru al său generează o sferă în care este un cerc mare, iar dacă cercul este rotit în jurul unei axe care nu intersectează interiorul unui cerc, atunci generează un tor care nu se autointersectează (un tor inelar).

## Proprietăți
Secțiunile suprafeței de revoluție realizate de plane care conțin axa se numesc „secțiuni meridiane”. Orice secțiune meridiană poate fi considerată generatoare în planul determinat de aceasta și de axă.
Secțiunile suprafeței de revoluție realizate de plane perpendiculare pe axă sunt cercuri.
Unele cazuri particulare de hiperboloizi (cu una sau două pânze) și paraboloizi eliptici sunt suprafețe de revoluție. Acestea pot fi identificate ca acele cuadrice ale căror secțiuni transversale perpendiculare pe axă sunt cercuri.

## Formule pentru arie
Dacă curba este descrisă de funcțiile parametrice x(t), y(t ), cu t care se întinde pe un anumit interval [a,b], iar axa de revoluție este axa y, atunci aria suprafeței⁠(d) Ay este dată de integrala
{\displaystyle A_{y}=2\pi \int _{a}^{b}x(t)\,{\sqrt {\left({dx \over dt}\right)^{2}+\left({dy \over dt}\right)^{2}}}\,dt,}
cu condiția ca x(t) să nu fie niciodată negativ între punctele dela capete a și b. Această formulă este echivalentul de calcul al primei teoreme Guldin–Pappus⁠(d). Cantitatea
{\displaystyle {\sqrt {\left({dx \over dt}\right)^{2}+\left({dy \over dt}\right)^{2}}}}
provine din teorema lui Pitagora și reprezintă un mic segment al arcului curbei, ca în formula lungimii arcului⁠(d). Mărimea 2πx(t) este centroidul acestui segment mic, așa cum este cerut de teorema Guldin–Pappus.
La fel, când axa de rotație este axa x și cu condiția ca y(t) să nu fie niciodată negativă, aria este dată de
{\displaystyle A_{x}=2\pi \int _{a}^{b}y(t)\,{\sqrt {\left({dx \over dt}\right)^{2}+\left({dy \over dt}\right)^{2}}}\,dt.}
Dacă curba continuă este descrisă de funcția y = f(x), a ≤ x ≤ b, atunci integrala devine
{\displaystyle A_{x}=2\pi \int _{a}^{b}y{\sqrt {1+\left({\frac {dy}{dx}}\right)^{2}}}\,dx=2\pi \int _{a}^{b}f(x){\sqrt {1+{\big (}f'(x){\big )}^{2}}}\,dx}
pentru revoluția în jurul axei x, respectiv
{\displaystyle A_{y}=2\pi \int _{a}^{b}x{\sqrt {1+\left({\frac {dy}{dx}}\right)^{2}}}\,dx}
pentru revoluția în jurul axei y (cu a ≥ 0). Acestea provin din formula de mai sus.
Asta se poate obține și prin integrare multiplă. Dacă curba plană este definită prin {\displaystyle \langle x(t),y(t)\rangle } atunci suprafața corespunzătoare de revoluție în jurul axei x are coordonatele carteziene date de {\displaystyle \mathbf {r} (t,\theta )=\langle y(t)\cos(\theta ),y(t)\sin(\theta ),x(t)\rangle } cu {\displaystyle 0\leq \theta \leq 2\pi }. Aria suprafeței este dată de integrala de suprafață
{\displaystyle A_{x}=\iint _{S}dS=\iint _{[a,b]\times [0,2\pi ]}\left\|{\frac {\partial \mathbf {r} }{\partial t}}\times {\frac {\partial \mathbf {r} }{\partial \theta }}\right\|\ d\theta \ dt=\int _{a}^{b}\int _{0}^{2\pi }\left\|{\frac {\partial \mathbf {r} }{\partial t}}\times {\frac {\partial \mathbf {r} }{\partial \theta }}\right\|\ d\theta \ dt.}
Calcularea derivatelor parțiale duce la
{\displaystyle {\frac {\partial \mathbf {r} }{\partial t}}=\left\langle {\frac {dy}{dt}}\cos(\theta ),{\frac {dy}{dt}}\sin(\theta ),{\frac {dx}{dt}}\right\rangle ,}
{\displaystyle {\frac {\partial \mathbf {r} }{\partial \theta }}=\langle -y\sin(\theta ),y\cos(\theta ),0\rangle }
iar calcularea produsului vectorial duce la
{\displaystyle {\frac {\partial \mathbf {r} }{\partial t}}\times {\frac {\partial \mathbf {r} }{\partial \theta }}=\left\langle y\cos(\theta ){\frac {dx}{dt}},y\sin(\theta ){\frac {dx}{dt}},y{\frac {dy}{dt}}\right\rangle =y\left\langle \cos(\theta ){\frac {dx}{dt}},\sin(\theta ){\frac {dx}{dt}},{\frac {dy}{dt}}\right\rangle }
unde s-a folosit identitatea trigonometrică {\displaystyle \sin ^{2}(\theta )+\cos ^{2}(\theta )=1.} Cu acest produs vectorial se obține
{\displaystyle {\begin{aligned}A_{x}&=\int _{a}^{b}\int _{0}^{2\pi }\left\|{\frac {\partial \mathbf {r} }{\partial t}}\times {\frac {\partial \mathbf {r} }{\partial \theta }}\right\|\ d\theta \ dt\\[1ex]&=\int _{a}^{b}\int _{0}^{2\pi }\left\|y\left\langle y\cos(\theta ){\frac {dx}{dt}},y\sin(\theta ){\frac {dx}{dt}},y{\frac {dy}{dt}}\right\rangle \right\|\ d\theta \ dt\\[1ex]&=\int _{a}^{b}\int _{0}^{2\pi }y{\sqrt {\cos ^{2}(\theta )\left({\frac {dx}{dt}}\right)^{2}+\sin ^{2}(\theta )\left({\frac {dx}{dt}}\right)^{2}+\left({\frac {dy}{dt}}\right)^{2}}}\ d\theta \ dt\\[1ex]&=\int _{a}^{b}\int _{0}^{2\pi }y{\sqrt {\left({\frac {dx}{dt}}\right)^{2}+\left({\frac {dy}{dt}}\right)^{2}}}\ d\theta \ dt\\[1ex]&=\int _{a}^{b}2\pi y{\sqrt {\left({\frac {dx}{dt}}\right)^{2}+\left({\frac {dy}{dt}}\right)^{2}}}\ dt\end{aligned}}}
unde a fost folosită din nou aceeași identitate trigonometrică. Derivarea pentru o suprafață obținută prin rotire în jurul axei y este similară.
De exemplu, suprafața sferică cu raza unitate este generată de curba y(t) = sin(t), x(t) = cos(t), când t variază peste [0,π]. Aria sa este deci
{\displaystyle {\begin{aligned}A&{}=2\pi \int _{0}^{\pi }\sin(t){\sqrt {{\big (}\cos(t){\big )}^{2}+{\big (}\sin(t){\big )}^{2}}}\,dt\\&{}=2\pi \int _{0}^{\pi }\sin(t)\,dt\\&{}=4\pi .\end{aligned}}}
Pentru cazul curbei sferice cu raza r, y(x) = √r2 − x2 rotită în jurul axei x
{\displaystyle {\begin{aligned}A&=2\pi \int _{-r}^{r}{\sqrt {r^{2}-x^{2}}}\,{\sqrt {1+{\frac {x^{2}}{r^{2}-x^{2}}}}}\,dx\\&=2\pi r\int _{-r}^{r}\,{\sqrt {r^{2}-x^{2}}}\,{\sqrt {\frac {1}{r^{2}-x^{2}}}}\,dx\\&=2\pi r\int _{-r}^{r}\,dx\\&=4\pi r^{2}\,\end{aligned}}}
O suprafață de revoluție minimală este suprafața de revoluție generată de curba dintre două puncte date, care minimizează aria suprafeței. O problemă de bază în calculului variațional este găsirea curbei dintre două puncte care produce această suprafață de revoluție minimală.
Există doar două suprafețe de revoluție minimale (suprafețe de revoluție care sunt, de asemenea, suprafețe minime): planul și catenoida.

## Expresile coordonatelor
O suprafață de revoluție dată prin rotirea unei curbe descrise de {\displaystyle y=f(x)} în jurul axei x poate fi cel mai simplu descrisă de {\displaystyle y^{2}+z^{2}=f(x)^{2}}. Aceasta conduce la parametrizarea în funcție de {\displaystyle x} și {\displaystyle \theta } ca {\displaystyle (x,f(x)\cos(\theta ),f(x)\sin(\theta ))}. Dacă curba este rotită în jurul axei y, atunci curba este descrisă de {\displaystyle y=f({\sqrt {x^{2}+z^{2}}})}, rezultând expresia {\displaystyle (x\cos(\theta ),f(x),x\sin(\theta ))} cu parametrii {\displaystyle x} și {\displaystyle \theta }.
Dacă x și y sunt definiți în funcție de parametrul {\displaystyle t}, atunci se obține o parametrizare în funcție de {\displaystyle t} și {\displaystyle \theta }. Dacă {\displaystyle x} și {\displaystyle y} sunt funcții ale lui {\displaystyle t}, atunci suprafața de revoluție obținută prin rotirea curbei în jurul axei x este descrisă de {\displaystyle (x(t),y(t)\cos(\theta ),y(t)\sin(\theta ))}, iar suprafața de revoluție obținută prin rotirea curbei în jurul axei y este descrisă de {\displaystyle (x(t)\cos(\theta ),y(t),x(t)\sin(\theta )).}

## Geodezice
Meridianele sunt întotdeauna geodezice pe o suprafață de revoluție. Alte geodezice sunt descrise de relația lui Clairaut.

## Toroizi

Un toroid generat de un pătrat

O suprafață de revoluție cu o gaură, unde axa nu intersectează suprafața, se numește toroid. De exemplu, atunci când un dreptunghi este rotit în jurul unei axe paralele cu una dintre laturile sale, atunci se produce un inel cu secțiune pătrată goală. Dacă figura rotită este un cerc, atunci obiectul se numește tor.